# Я думаю, теперь мы одни
«Я думаю, теперь мы одни» (англ. I Think We're Alone Now) — американский драматический фильм 2018 года, снятый режиссёром Рид Морано. Картина была представлена на кинофестивале «Сандэнс» 21 января 2018 года.

## Сюжет
Действие происходит в постапокалиптическом мире, где большинство людей внезапно умерло от неизвестной причины. Дэл, единственный выживший, живёт в небольшом городке, где он работал библиотекарем. Дэл живёт в здании библиотеки и каждый день делает уборку в домах умерших, хороня трупы и забирая библиотечные книги, которые он расставляет по полкам. Однажды ночью его будит грохот фейерверков, а наутро Дэл обнаруживает в машине девушку Грейс, попавшую в аварию. Он относит её в дом, убеждаясь, что это ещё одна выжившая из другого города, родители которой погибли. Вскоре, однако, он предлагает Грейс уезжать, потому что его вполне устраивает одинокая жизнь. Грейс, однако, просит остаться, и Дэл разрешает ей остаться на испытательный срок.
Дэл и Грейс вместе убирают ещё не обработанные Дэлом дома и хоронят умерших. Однажды Грейс находит собаку, которая кусает Дэла, но Дэл ночью выпускает её, и собака убегает. Дэл также показывает Грейс свою теплицы с саженцами. У Грейс на шее есть отметины от какой-то операции, но она скрывает их от Дэла. Однажды она говорит Дэлу, что хочет рассказать ему о своей жизни раньше, но вместо этого целует Дэла. Наутро он просыпается в комнате Дэл и слышит внизу голоса. Там вместе с Грейс оказываются Патрик и Вайлет, которые представляются как её родители и сообщают Дэлу, что выживших за пределами этого городка много, и они собираются вместе в одном из городов в Калифорнии. Патрик приглашает Дэла с ними, но тот не хочет ехать. Грейс в свою очередь не хочет уезжать, однако Патрик и Вайлет увозят её. У Вайлет на шее видна такая же отметина, как у Грейс.
Дэл продолжает свою одинокую жизнь, но в какой-то момент решает найти Грейс. Он с трудом разыскивает в библиотеке книгу, в которой Патрик написал их адрес, и отправляется в путь по безжизненному пространству. Наконец, он достигает города, в котором кипит жизнь. Ночью он проникает в дом Патрика и видит Грейс в кровати, опутанную проводами, идущими в том числе к её мозгу. Он освобождает её и выводит из дома, но по пути они встречают Патрика. Тот объясняет, что для избежания травматических воспоминаний о прошлом он разработал способ воздействия на мозг, которое стирает все неприятные воспоминания и в целом все воспоминания, так что человек живёт только настоящим. Грейс стреляет из револьвера, убивая Патрика. Вайлет признаётся, что у неё действительно раньше была дочь.
Дэл и Грейс уезжают из города, наблюдая по пути счастливых обитателей города выживших, живущих без воспоминаний.

## В ролях
| Актёр            | Роль   |
| ---------------- | ------ |
| Питер Динклэйдж  | Дэл    |
| Эль Фэннинг      | Грейс  |
| Шарлотта Генсбур | Вайлет |
| Пол Джаматти     | Патрик |

## Съёмки
Питер Динклэйдж и Эль Фэннинг были утверждены на главные роли в октябре 2016 года. Все основные этапы съёмочного периода проходили в штате Нью-Йорк, в городах Хэстингс и Хэвенстроу
.

## Награды и номинации
- 2018 — Кинофестиваль «Сандэнс»[5]:
  - специальный приз жюри драматическому фильму  —  Рид Морано;
  - номинация на гран-при жюри.

## Отзывы критиков
На сайте Rotten Tomatoes фильм имеет рейтинг одобрения в 63%, основанный на 32 рецензиях, и рейтинг 51/100 на сайте Metacritic, основанный на рецензиях 16 критиков.

### Рецензии
- «I Think We’re Alone Now»: Sundance Review Архивная копия от 20 февраля 2018 на Wayback Machine (англ.)
- «I Think We’re Alone Now» is a quiet, contemplative look at life after the apocalypse Архивная копия от 20 февраля 2018 на Wayback Machine (англ.)
- «I Think We’re Alone Now», from Reed Morano, is a gorgeous post-apocalyptic relationship drama Архивная копия от 20 февраля 2018 на Wayback Machine (англ.)
- «I Think We’re Alone Now» Review: Peter Dinklage and Elle Fanning Find Each Other in a Post-Apocalyptic Slog — Sundance 2018 Архивная копия от 21 февраля 2018 на Wayback Machine (англ.)
- «I Think We’re Alone Now» Has an Intriguing Start, But a Bewilderingly Bad Ending Архивная копия от 20 февраля 2018 на Wayback Machine (англ.)
- «I Think We're Alone Now»: Film Review | Sundance 2018 Архивная копия от 20 февраля 2018 на Wayback Machine (англ.)
- SUNDANCE 2018: «I THINK WE’RE ALONE NOW», «TYREL» Архивная копия от 20 февраля 2018 на Wayback Machine (англ.)
- Sundance 2018: «I Think We’re Alone Now» + «Leave No Trace» Архивная копия от 20 февраля 2018 на Wayback Machine (англ.)